# Eredità d'amore
Eredità d'amore o Innamorata (titolo originale Pobre Diabla) è una telenovela peruviana del 2000 e 2001 scritta da Delia Fiallo e interpretata da Angie Cepeda, Salvador del Solar, Arnaldo André e Vanessa Saba. La telenovela è il remake di Piccola Cenerentola, telenovela venezuelana del 1989, con Jeannette Rodríguez Delgado e Osvaldo Laport. Esiste anche una prima versione di questa storia, girata in Argentina nel 1973 e che prese il titolo di Pobre Diabla. Il protagonista di questa telenovela era Arnaldo André, che in Eredità d'amore interpreta Andrea senior. Durante la prima messa in onda su Rete 4 la telenovela ricevette il titolo italiano di Innamorata, che venne poi cambiato nel 2009 da Lady Channel appunto in Eredità d'amore, modificando anche la sigla.
All’interno degli episodi è possibile ascoltare, come sottofondo musicale nelle scene tra Fiorella e Andrea senior padre il brano di Massimo di Cataldo "Se adesso te ne vai".

## Trama
Andrea Mejia Guzmàn Senior ha tutto dalla vita: è affascinante, circondato da belle donne, è padrone di un prospero impero editoriale, ed è fidanzato con una promettente giornalista dell'alta società.
La vita però è ingiusta e il giorno del suo compleanno Andrea scopre di avere un tumore incurabile, arrivato al suo stadio terminale, e che gli rimangono solo tre mesi di vita.
Affranto dal dolore vaga senza meta per la città e si imbatte in Fiorella, una bellissima ragazza molto più giovane di lui, che si guadagna da vivere vendendo il caffè per la strada.
Fra i due scocca la scintilla e Andrea trova in Fiorella la forza per andare avanti e le propone quindi di sposarla. Il tutto avviene di nascosto dalla famiglia dell'uomo, che parte poi con Fiorella in un meraviglioso viaggio per l'Italia, senza lasciare notizia alcuna alla famiglia.
Il male però è incurabile e un giorno Andrea muore, lasciando Fiorella vedova.
All'atto dell'apertura del testamento si scopre che sono stati designati due eredi distinti: Fiorella e Andrea junior, figlio illegittimo di Andrea, avuto venti anni prima con una cameriera che era stata poi cacciata di casa insieme al bambino.
Per Fiorella inizierà quindi il vero calvario, in quanto dovrà vivere in casa Mejia Guzmàn dove la famiglia trama complotti e vendette per sbarazzasi di lei, e dovrà inoltre fare i conti con Andrea Junior, del quale si innamora senza via di uscita.
Dopo vari ostacoli Fiorella e Andrea Junior diventeranno genitori di un bambino chiamato Andrea III, coronando così, il loro sogno d'amore sposandosi.